# Anselm Toia Cazorro
Anselm Toia Cazorro   (Osca, c. 1909 - el Camp de la Bota, 12 de març de 1939) va ser un polític català d'origen aragonès, radicat a Badalona.
Va ser militant del Partit Obrer d'Unificació Marxista (POUM) i membre del seu comitè. Va ser nomenat conseller-regidor de l'Ajuntament de Badalona l'octubre de 1936, d'acord amb les normes dictades per la Generalitat de Catalunya el mateix mes. En acabar la guerra civil va romandre a Badalona, pensant que no patiria una forta repressió en no haver comès delictes de sang. Tanmateix, va ser sotmès a un Consell de Guerra el 4 de febrer de 1939 i condemnat a mort. Va ser executat el 12 de març de 1939 al Camp de la Bota, víctima de la repressió franquista.